# File Manager
File Manager označovaný také jako George K.'s File Manager je spouštěč programů pro počítače Sinclair ZX Spectrum a kompatibilní (například Didaktik) s připojenou disketovou jednotkou Didaktik 40 nebo Didaktik 80 a pro počítač Didaktik Kompakt. Jedná se o program program českého původu, autorem je Jiří Koudelka, který jej napsal pod přezdívkou George K. Vydavatelem programu byla společnost Proxima - Software v. o. s., program byl vydán v roce 1993. Program byl šířen jako shareware a objevoval se na disketách s produkty společnosti Proxima – Software v. o. s.
Program umožňuje zobrazení seznamu spustitelných programů na disketě buď jako seznam všech souborů nebo seznam spustitelných souborů s možností zobrazovat nebo nezobrazovat ilustrační obrázky. Aby program poznal, že k danému souboru se má zobrazovat ilustrační obrázek, musí mít tento soubor nastaven atribut A, soubor s obrázkem musí mít nastaven atribut S.
Nastavení programu je možné uložit. Program navíc umí zobrazit katalog diskety v disketové jednotce A: a v disketové jednotce B:, ověřit kontrolní součet diskety a zobrazit Čti mne text, který může disketa obsahovat. Kódování znaků v tomto textu odpovídá kódování znaků použitém v programu Desktop.
Program je možno ovládat klávesami nebo pomocí kurzoru. Program nahradil program Unirun, který byl na disketách dodáván pro spouštění programů před vytvořením File Manageru.
Protože File Manager používá specifický formát ilustračních obrázků, vytvořil Roman Bórik v roce 1993 editor těchto obrázků.
Později se v nabídce Proxima – Software objevil soubor programů FM Komplet, který kromě vlastního programu File Manager obsahoval grafický editor obrázků pro File Manager, konvertor textů napsaných v programu Desktop na Čti mne text a program pro vytváření speciálních boot sektorů.